# Liste der Baudenkmäler im Kölner Stadtteil Buchheim
Die folgende Liste enthält die in der Denkmalliste ausgewiesenen Baudenkmäler auf dem Gebiet des Stadtteils Köln-Buchheim, Stadtbezirk Köln-Mülheim, Nordrhein-Westfalen.
Hinweis: Die Reihenfolge der Baudenkmäler in dieser Liste orientiert sich an den Straßennamen und ist alternativ nach Hausnummern, Denkmallistennummer oder Bezeichnung sortierbar.
Basis ist die offizielle Kölner Denkmalliste (Stand: 16. August 2012), die Baudenkmäler und Denkmalbereiche auflistet. Dabei kann es sich beispielsweise um Sakralbauten, Wohn- und Fachwerkhäuser, historische Gutshöfe und Adelsbauten, Industrieanlagen, Wegekreuze und andere Kleindenkmäler sowie Grabmale und Grabstätten, die eine besondere Bedeutung für die Geschichte Kölns haben, handeln. Grundlage für die Aufnahme in die offiziellen Denkmallisten ist das Denkmalschutzgesetz Nordrhein Westfalens.

| Bild                           | Bezeichnung                                                       | Lage                                         | Beschreibung                | Bauzeit | Einge- tragen seit | Denk- mal- nr. |
| ------------------------------ | ----------------------------------------------------------------- | -------------------------------------------- | --------------------------- | ------- | ------------------ | -------------- |
| weitere Bilder Fotos hochladen | Fabrik (ehem. Brauerei)                                           | Buchheim Ackerstr. 144 Karte                 |                             |         | 9. November 1987   | 4336           |
| Fotos hochladen                | Schule                                                            | Buchheim Alte Wipperfürther Str. 49/51 Karte |                             |         | 1. Juli 1980       | 623            |
| Fotos hochladen                | Pfarrhaus                                                         | Buchheim Alte Wipperfürther Str. 53 Karte    |                             |         | 14. April 1983     | 1442           |
| weitere Bilder Fotos hochladen | Kirche St. Mauritius                                              | Buchheim Alte Wipperfürther Str. 55 Karte    |                             |         | 12. April 1983     | 1398           |
| Fotos hochladen                | Wohnhaus                                                          | Buchheim Alte Wipperfürther Str. 62 Karte    |                             |         | 7. September 1993  | 6893           |
| Fotos hochladen                | Wohnhaus                                                          | Buchheim Alte Wipperfürther Str. 64 Karte    |                             |         | 3. Dezember 1993   | 6946           |
| Fotos hochladen                | Wohnhaus                                                          | Buchheim Alte Wipperfürther Str. 74 Karte    |                             |         | 30. April 1993     | 6823           |
| Fotos hochladen                | Wohnhaus                                                          | Buchheim Alte Wipperfürther Str. 76 Karte    |                             |         | 30. April 1993     | 6804           |
| Fotos hochladen                | Wohnhaus                                                          | Buchheim Alte Wipperfürther Str. 78 Karte    |                             |         | 29. Mai 1990       | 5588           |
| Fotos hochladen                | Kirche St. Theresia mit Pfarrhaus, Kindergarten u. Jugendheim     | Buchheim An St. Theresia 2–10 Karte          |                             |         | 24. September 2003 | 8632           |
| weitere Bilder Fotos hochladen | Wohnhaus mit Gartenanlage „Villa Hahnenburg“                      | Buchheim Bergisch Gladbacher Str. 154 Karte  |                             | um 1874 | 27. Dezember 1984  | 2783           |
| Fotos hochladen                | Wohn- und Geschäftshaus                                           | Buchheim Bergisch Gladbacher Str. 174 Karte  |                             |         | 26. November 1992  | 6683           |
| Fotos hochladen                | Wohn- und Geschäftshaus                                           | Buchheim Bergisch Gladbacher Str. 176 Karte  |                             |         | 31. Oktober 1989   | 5317           |
| Fotos hochladen                | Wohnhaus                                                          | Buchheim Bergisch Gladbacher Str. 178 Karte  |                             |         | 2. April 1992      | 6434           |
| Fotos hochladen                | Wohn- und Geschäftshaus                                           | Buchheim Bergisch Gladbacher Str. 180 Karte  |                             |         | 26. November 1992  | 6684           |
| Fotos hochladen                | Wohnhaus, genannt "Hillmann's Villa"                              | Buchheim Bergisch Gladbacher Str. 184 Karte  |                             |         | 27. Januar 1984    | 2052           |
| weitere Bilder Fotos hochladen | ehem. Wasserburg „Haus Herl“                                      | Buchheim Buchheimer Ring 2 Karte             |                             |         | 9. Januar 1990     | 5448           |
| weitere Bilder Fotos hochladen | Herler Kapelle / Kapelle St. Johannes von Nepomuk                 | Buchheim Buchheimer Ring 2 Karte             | nicht öffentlich zugänglich |         | 5. Januar 1987     | 4008           |
| weitere Bilder Fotos hochladen | Herler Mühle (ehem. Wassermühle)                                  | Buchheim Buchheimer Ring 87 Karte            |                             |         | 23. Juli 1984      | 2539           |
| weitere Bilder Fotos hochladen | Kleindenkmal (Bildstock)                                          | Buchheim Buchheimer Ring o. Nr. Karte        |                             |         | 1. Juli 1980       | 639            |
| Fotos hochladen                | Küsterhaus von St. Mauritius                                      | Buchheim Caumannstr. 16 Karte                |                             |         | 11. Juni 1985      | 2985           |
| weitere Bilder Fotos hochladen | Fabrik / Werkhalle der Acla-Werke                                 | Buchheim Frankfurter Str. 152 Karte          |                             |         | 15. Juli 1986      | 3668           |
| weitere Bilder Fotos hochladen | Wohnhaus                                                          | Buchheim Frankfurter Str. 192 Karte          |                             |         | 7. April 1986      | 3539           |
| Fotos hochladen                | Kleindenkmal (Wegekreuz)                                          | Buchheim Frankfurter Str. o. Nr.             |                             |         | 1. Juli 1980       | 652            |
| Fotos hochladen                | Wohnhaus                                                          | Buchheim Guilleaumestr. 9 Karte              |                             |         | 16. Januar 1989    | 4802           |
| weitere Bilder Fotos hochladen | Wohnhaus                                                          | Buchheim Guilleaumestr. 23 Karte             |                             |         | 2. April 1998      | 8289           |
| weitere Bilder Fotos hochladen | Wohnhaus (Fassaden und Einfriedung)                               | Buchheim Guilleaumestr. 25 Karte             |                             |         | 12. November 2002  | 8580           |
| Fotos hochladen                | Platzanlage                                                       | Buchheim Guilleaumestr. o. Nr. Karte         |                             |         | 1. Juli 1980       | 660            |
| Fotos hochladen                | Grünfläche mit Sportanlage, Verteidigungsanlage Zwischenwerk XI a | Buchheim Herler Ring 176 Karte               |                             |         | 1. Juli 1980       | 662            |
| Fotos hochladen                | Wohnhaus                                                          | Buchheim Herler Str. 23 Karte                |                             |         | 25. Juli 1985      | 3070           |
| Fotos hochladen                | Wohn- und Geschäftshaus                                           | Buchheim Herler Str. 53 Karte                |                             |         | 14. April 1987     | 4117           |
| Fotos hochladen                | Wohnhaus                                                          | Buchheim Kniprodestr. 2 Karte                |                             |         | 20. April 1989     | 4936           |
| Fotos hochladen                | Wohnhaus                                                          | Buchheim Malteserstr. 23 Karte               |                             |         | 24. Juli 1995      | 7523           |
| weitere Bilder Fotos hochladen | Verteidigungsanlage Fort XI, Grünanlage, Sportanlage              | Buchheim Piccoloministr. o. Nr. Karte        |                             |         | 1. Juli 1980       | 679            |
| Fotos hochladen                | Wohnhaus                                                          | Buchheim Wichheimer Str. 1 Karte             |                             |         | 21. August 1997    | 8141           |
| weitere Bilder Fotos hochladen | Wohn- und Geschäftshaus                                           | Buchheim Wichheimer Str. 2–4 Karte           |                             |         | 31. August 1989    | 5218           |
| Fotos hochladen                | Wohn- und Geschäftshaus                                           | Buchheim Wichheimer Str. 3 Karte             |                             |         | 12. Juni 1997      | 8115           |
| Fotos hochladen                | Wohnhaus                                                          | Buchheim Wichheimer Str. 5 Karte             |                             |         | 14. Dezember 1981  | 875            |
| Fotos hochladen                | Wohnhaus                                                          | Buchheim Wichheimer Str. 7 Karte             |                             |         | 14. Dezember 1981  | 876            |
| Fotos hochladen                | Wohnhaus                                                          | Buchheim Wichheimer Str. 9 Karte             |                             |         | 14. Dezember 1981  | 877            |
| Fotos hochladen                | Wohnhaus                                                          | Buchheim Wichheimer Str. 11 Karte            |                             |         | 14. Dezember 1981  | 878            |
| Fotos hochladen                | Wohnhaus                                                          | Buchheim Wichheimer Str. 12 Karte            |                             |         | 11. Juni 1985      | 2993           |
| Fotos hochladen                | Wohnhaus                                                          | Buchheim Wichheimer Str. 13 Karte            |                             |         | 14. Dezember 1981  | 879            |
| Fotos hochladen                | Wohnhaus                                                          | Buchheim Wichheimer Str. 14 Karte            |                             |         | 11. Juni 1985      | 2994           |
| Fotos hochladen                | Wohnhaus                                                          | Buchheim Wichheimer Str. 15 Karte            |                             |         | 14. Dezember 1981  | 880            |
| Fotos hochladen                | Wohnhaus                                                          | Buchheim Wichheimer Str. 16 Karte            |                             |         | 27. November 1989  | 5384           |
| Fotos hochladen                | Wohnhaus                                                          | Buchheim Wichheimer Str. 17 Karte            |                             |         | 14. Dezember 1981  | 881            |
| Fotos hochladen                | Wohnhaus                                                          | Buchheim Wichheimer Str. 19 Karte            |                             |         | 14. Dezember 1981  | 882            |
| Fotos hochladen                | Wohnhaus                                                          | Buchheim Wichheimer Str. 20 Karte            |                             |         | 17. November 1997  | 8203           |
| Fotos hochladen                | Wohnhaus                                                          | Buchheim Wichheimer Str. 21 Karte            |                             |         | 14. Dezember 1981  | 883            |
| Fotos hochladen                | Wohnhaus                                                          | Buchheim Wichheimer Str. 23 Karte            |                             |         | 14. Dezember 1981  | 884            |
| Fotos hochladen                | Wohn- und Geschäftshaus                                           | Buchheim Wichheimer Str. 24 Karte            |                             |         | 1. Oktober 1993    | 6937           |
| Fotos hochladen                | Wohnhaus                                                          | Buchheim Wichheimer Str. 25 Karte            |                             |         | 14. Dezember 1981  | 885            |
| Fotos hochladen                | Wohn- und Geschäftshaus                                           | Buchheim Wichheimer Str. 26 Karte            |                             |         | 2. April 1992      | 6445           |
| Fotos hochladen                | Wohnhaus                                                          | Buchheim Wichheimer Str. 27 Karte            |                             |         | 14. Dezember 1981  | 886            |
| Fotos hochladen                | Wohnhaus                                                          | Buchheim Wichheimer Str. 28 Karte            |                             |         | 1. August 1996     | 7927           |
| Fotos hochladen                | Wohnhaus                                                          | Buchheim Wichheimer Str. 30 Karte            |                             |         | 11. Juni 1985      | 2995           |
| Fotos hochladen                | Wohnhaus                                                          | Buchheim Wichheimer Str. 32 Karte            |                             |         | 29. Oktober 1997   | 8196           |
| Fotos hochladen                | Wohnhaus                                                          | Buchheim Wichheimer Str. 34 Karte            |                             |         | 21. August 1997    | 8142           |
| Fotos hochladen                | Wohnhaus                                                          | Buchheim Wichheimer Str. 36 Karte            |                             |         | 16. Januar 1984    | 2036           |
| Fotos hochladen                | Wohnhaus                                                          | Buchheim Wichheimer Str. 38 Karte            |                             |         | 16. Dezember 1982  | 1218           |
| Fotos hochladen                | Wohnhaus                                                          | Buchheim Wichheimer Str. 40 Karte            |                             |         | 16. Januar 1984    | 2037           |
| Fotos hochladen                | Wohnhaus                                                          | Buchheim Wichheimer Str. 42 Karte            |                             |         | 25. November 1985  | 3341           |
| Fotos hochladen                | Wohnhaus                                                          | Buchheim Wichheimer Str. 44 Karte            |                             |         | 21. April 1989     | 4946           |
| Fotos hochladen                | Wohnhaus                                                          | Buchheim Wichheimer Str. 46 Karte            |                             |         | 29. Oktober 1997   | 8197           |

- Karte mit allen Koordinaten:
- OSM |
- WikiMap